# پوما وین (هوالانکا)
پوما وین (به اسپانیایی: Puma Wayin) یک کوه در پرو است که در Huallanca District واقع شده‌است. پوما وین ۴٬۴۰۰ متر بالاتر از سطح دریا واقع شده‌است.